# Рявкино (село)
Рявкино (каз. Рявкино) — село в районе Магжана Жумабаева Северо-Казахстанской области Казахстана. Входит в состав Фурмановского сельского округа. Код КАТО — 593683400.

## География
Расположено около озера Рявкино.

## Население
В 1999 году население села составляло 256 человек (120 мужчин и 136 женщин). По данным переписи 2009 года, в селе проживало 82 человека (44 мужчины и 38 женщин).